# Schenker Brothers V
La Schenker Brothers V es una guitarra eléctrica fabricada por Dean Guitars, junto a los hermanos Michael Schenker (ex UFO, Michael Schenker Group) y Rudolf Schenker de Scorpions. Fueron construidas 200 unidades de estas en modelo flying V, en el año 2006 en la fábrica ubicada en Tampa, Florida en los Estados Unidos. 

## Características
- - Sólo 200 unidades construidas en el mundo.
- - Grabado láser personalizado 5A llama arce y Headplate.
- - Diapasón de ébano con incrustaciones de madre perla
- - Llamas Schenker.
- - Cuerpo y cuello de caoba.
- - Perfil de cuello original Dean V.
- - Equipo oro.
- - Colilla de plata personalizado con "S" de Schenker.
- - Molde personalizado en talón.
- - Acabado en laca genuina.
- - Certificado de autenticidad
- - Autografiado por Rudolf y Michael.